# 冷泉為臣
冷泉 為臣（れいぜい ためおみ、1911年〈明治44年〉5月7日 ‐ 1944年〈昭和19年〉8月31日）は、日本の華族、歌人。また、上冷泉家23代当主。父は冷泉為紀伯爵、母は水無瀬忠輔子爵の娘恭子。

## 経歴
祖父、父が宮中で御歌所参候を務めた影響からか、歌学を学ぶため國學院大學文学部に進学。卒業論文では藤原俊成をテーマとした。大学卒業後は陸軍に応召。太平洋戦争により中国湖南省邵陽県磨石舗にて戦死したため、妹の冷泉布美子の夫冷泉為任が婿養子として跡を継ぐ。